# Jessica Cumming
Jessica Cumming (ur. 4 czerwca 1983 r.) – amerykańska narciarka, specjalistka narciarstwa dowolnego. Zajęła 4. miejsce w halfpipe'ie na mistrzostwach świata w Inawashiro. Nie startowała na igrzyskach olimpijskich. Najlepsze wyniki w Pucharze Świata osiągnęła w sezonie 2006/2007, kiedy to zajęła 32. miejsce w klasyfikacji generalnej, a w klasyfikacji halfpipe'a zdobyła małą kryształową kulę. Ponadto w sezonie 2007/2008 była trzecia w klasyfikacji half-pipe'a.

## Sukcesy

### Mistrzostwa Świata
| Miejsce | Dzień   | Rok  | Miejscowość | Konkurencja | Zwycięzca       |
| ------- | ------- | ---- | ----------- | ----------- | --------------- |
| 4.      | 5 marca | 2009 | Inawashiro  | Halfpipe    | Virginie Faivre |

### Puchar Świata

#### Miejsca w klasyfikacji generalnej
- 2005/2006 – 101.
- 2006/2007 – 32.
- 2007/2008 – 55.
- 2008/2009 – 43.

#### Miejsca na podium
1. Apex – 23 lutego 2007 (Halfpipe) – 1. miejsce
2. Les Contamines – 11 stycznia 2009 (Halfpipe) – 3. miejsce